# Transmission (logiciel)
Pour les articles homonymes, voir Transmission.
Transmission est un client BitTorrent libre, qui s'exécute sur les systèmes Mac OS X, GNU/Linux, FreeBSD et BeOS. Un portage officiel utilisant le framework Qt est également disponible en préversion pour le système d'exploitation Windows.
Il est installé par défaut sur la plupart des  distributions GNU/Linux comme Ubuntu, Linux Mint, Manjaro Linux et Fedora.
Une partie du code est sous la licence GNU GPLv2, l'autre sous la licence MIT.

## Fonctionnalités
Transmission permet le téléchargement et la création de torrents. Ce logiciel supporte les technologies décentralisées sans tracker, tel que PEX, DHT et les liens magnets.
- Téléchargement sélectif
- Connexions chiffrées
- Création de fichier torrent
- Écoute d'un seul port pour tous les torrents
- Support des trackers en HTTPS (TCP et UDP)
- « Transmission Web interface » (Interface de gestion en ligne)

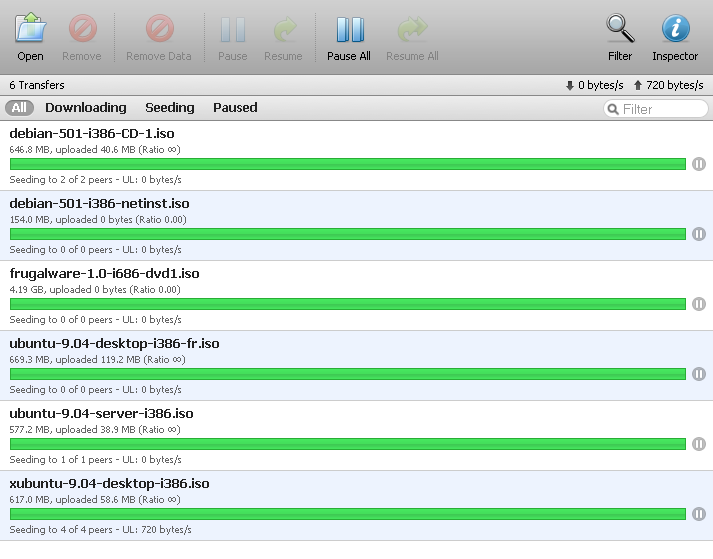
Interface Web de Transmission

- µTP
- Empreinte mémoire faible
- Compatible IPv6

## Histoire
En 2016, Palo Alto Networks, société de sécurité informatique, alerte sur une version du client pour Mac contenant un rançongiciel ; version retirée du site, avec un avertissement aux utilisateurs.